# Courson-Monteloup
Courson-Monteloup – miejscowość i gmina we Francji, w regionie Île-de-France, w departamencie Essonne.
Według danych na rok 1990 gminę zamieszkiwało 461 osób, a gęstość zaludnienia wynosiła 123 osób/km² (wśród 1287 gmin regionu Île-de-France Courson-Monteloup plasuje się na 831. miejscu pod względem liczby ludności, natomiast pod względem powierzchni na miejscu 770.).